# Arthur Bettez
Pour les articles homonymes, voir Bettez.
Arthur Bettez (28 décembre 1871–4 janvier 1931) est un homme politique fédéral et municipal du Québec. Il était comptable.

## Biographie
Né à Trois-Rivières en Mauricie, Arthur Bettez a été maire de sa ville natale de 1923 à 1931.
Élu député du Parti libéral du Canada dans la circonscription fédérale de Trois-Rivières—Saint-Maurice en 1925, il fut réélu en 1926 et en 1930. Il meurt en fonction en 1931.